# Röszke
Röszke là một thị trấn thuộc hạt Csongrád, Hungary. Thị trấn này có diện tích 36,63 km², dân số năm 2010 là 3296 người, mật độ 90 người/km².